# Юэ, Пьер-Даниэль
Пьер Даниэ́ль Юэ́ (фр. Pierre Daniel Huet; 8 февраля 1630, Кан — 26 января 1721, Париж) — французский филолог и церковный деятель, епископ Суассона (1685), а затем Авранша (1692). Латинизированная форма фамилии — Huetius (Гуэций).

## Биография
Юэ родился в Кане. Сын богатого протестанта, обратившегося в католичество, он был воспитан иезуитами. Об отце Юэ писал в своих «Мемуарах» как о стихотворце, любителе музыки, поэзии и балета. Окончив коллеж, Юэ изучал право, занимался филологией в самом широком смысле слова. В восемнадцатилетнем возрасте перевел на французский язык роман Лонга «Дафнис и Хлоя». Самостоятельно выучил иврит. В 1652 году отправился в путешествие по Европе и, находясь в Стокгольме (при дворе королевы Христины), нашел там дотоле неизвестные сочинения Оригена. Возвратившись во Францию, в 1668 году он обнародовал свою находку с присоединением перевода и ученого предисловия, благодаря чему снискал известность в ученом мире. Кольбер прислал ему вознаграждение в 1500 ливров. В 1670 году Боссюэ пригласил Юэ к себе в помощники по должности воспитателя дофина Франции. В этой должности Юэ составил «коллекцию классиков», известную под общим заглавием «Ad usum Delphini» (то есть «для дофина»; это выражение стало синонимом необременительного, легкого приспособления научного материала с исключением всего могущего смутить молодой ум).
Юэ был знаком с голландскими учёными Гейнзиусом, Фоссиусом и другими, был дружен с Конраром и Пелиссоном, был частым посетителем салона Мадлен де Скюдери, к нему благоволил Шаплен. В «споре о древних и новых» принял сторону «древних». В 1652 году Юэ избрали членом Академии города Кана, а в 1674 году он стал членом Французской Академии.

## Сочинения

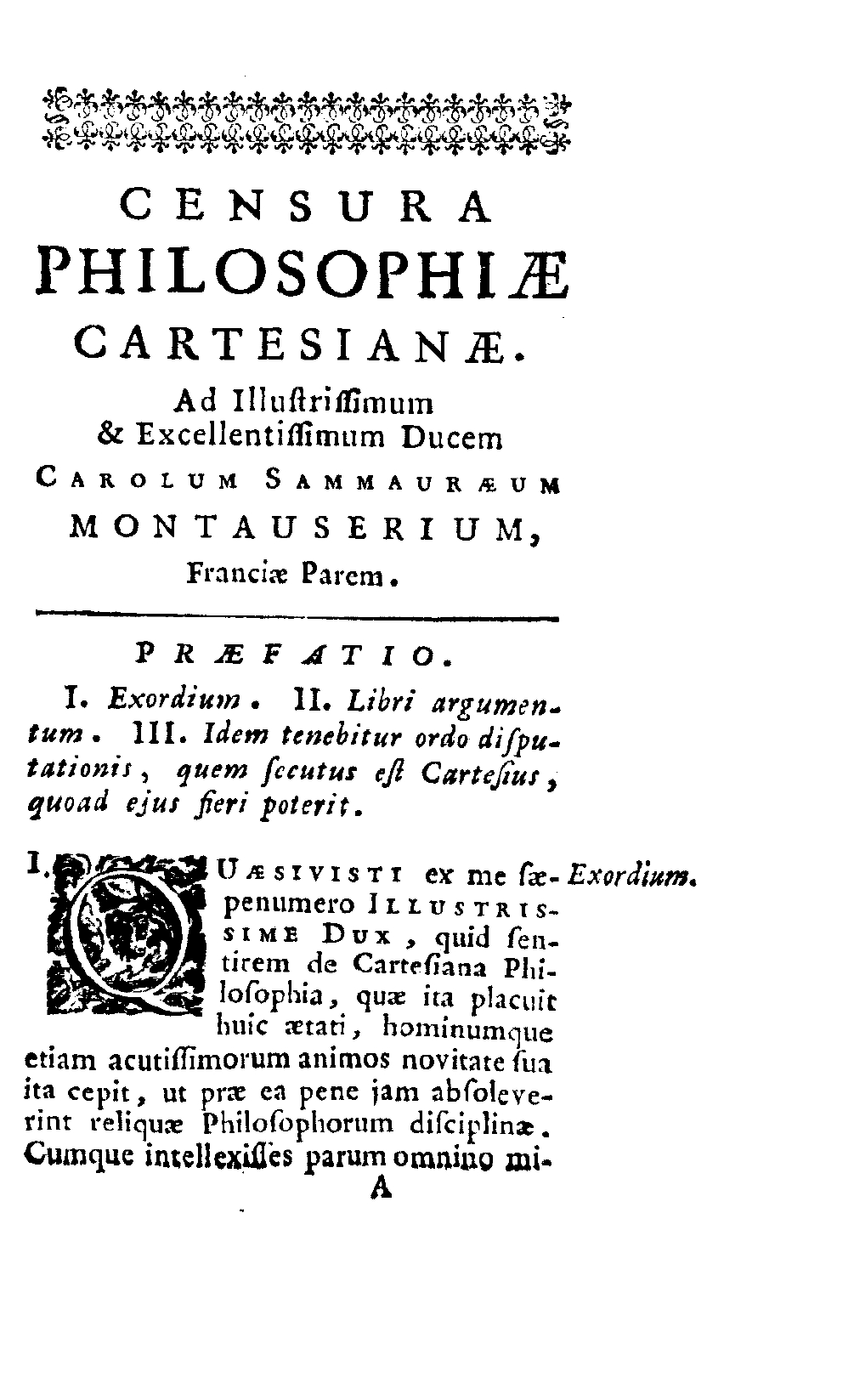
Censura philosophiae Cartesianae, 1723

Сочинения Юэ об Оригене настолько высоко ценились, что перепечатывались при изданиях Оригена ещё в XIX веке (Минь). В молодые годы Юэ увлекался философией Декарта, но позднее в ряде своих трудов подверг критике картезианский рационализм: незавершенная апология христианской религии («Demonstratio evangelica», 1679), трактат по философии («Censura philosophiae cartesianae», 1689) и др. От него осталось до 300 писем, имеющих значение для истории его времени. В 1712 году, после серьезной болезни, он начал писать автобиографию, частично изданную в 1718 году и имеющую значение для характеристики придворной и политической жизни во Франции того времени.
В молодые годы Юэ написал роман «Диана де Кастро» в подражание «Астрее» Оноре д’Юрфе. При жизни Юз роман издан не был (опубликован в 1728 году), но распространялся в списках. Судя по всему Юэ и не хотел официально подтверждать своё авторство в жанре, заслужившем весьма отрицательную оценку в среде «ученых мужей», к которой сам был причастен.
Большой успех снискала написанная Юэ история его родного города («Происхождение города Кан», 1702).

### Юэ — теоретик жанра романа
Его «Трактат о возникновении романов» — это важный памятник филологической науки и первый из французских трактатов, где о романе написано в историческом аспекте, в соотнесении с разными эпохами — Античностью, Средневековьем, Возрождением и XVII веком.

### Юэ — теоретик перевода
«В 1661 году во Франции выходит в свет латинский трактат Пьера Даниэля Юэ „О наилучшем переводе“, именно его считают высшим достижением французской переводческой мысли эпохи классицизма… Согласно Юэ, наилучшим следует признать метод, при котором переводчик, во-первых, передает мысли автора, а во-вторых, самым тщательнейшим образом придерживается его слов. Особый интерес трактату Юэ придает наличие в нем раздела, посвященного научному переводу, в котором автор усматривает одну из важнейших задач цивилизации.»

## Интересные факты
- Как сообщается во впервые изданной в 1722 году антологии «Huetiana», Юэ с сорокалетнего возраста соблюдал строгий режим питания: ужин он заменял приготовленным по особому рецепту бульоном и почти не употреблял вина.